# Worthy to Say
Worthy to Say – trzeci singel kanadyjskiej grupy rockowej Nickelback pochodzący z jej drugiego albumu studyjnego, "The State" wydanego w 2000 roku. Utwór został zamieszczony na piątej pozycji na krążku, trwa 4 minuty i 6 sekund, i jest drugim utworem co do najdłuższych na krążku, dłuższym utworem jest tylko "Hold Out Your Hand" (4:07). Autorem tekstu jest wokalista grupy Chad Kroeger.  Kompozytorem utworu jest wspólnie cały zespół. Singel z utworem został wydany w grudniu 2000 nakładem wydawnictwa Roadrunner. Jest to czwarty singel grupy w jej całym dorobku. Ukazał się jedynie na terenie Stanów Zjednoczonych.

## Znaczenie tekstu
Tekst utworu dotyczy palenia marihuany, oraz próbuje ukazać problem, jakim jest nielegalna sprzedaż. Sam wokalista grupy, w młodości, aby mieć pieniądze na życie zajmował się rozprowadzaniem narkotyków.
Utwór nie odniósł żadnego większego sukcesu na listach przebojów, dotarł jedynie na 25 miejsce zestawienia The Fox's Top 99 of 2001. Utwór cieszył się dużym powodzeniem wśród fanów, grany był już na koncertach w 1997 roku podczas trasy "Curb Tour", został zaprezentowany podczas akustycznego koncertu grupy "Acoustic live on Power 97". Grany był także regularnie podczas trasy promującej płytę "The State" oraz "Silver Side Up". Wszedł także w skład koncertowego DVD zespołu, "Live at Home", z 2002 roku, utwór jest dłuższy od wersji studyjnej, trwa bowiem 5 minut i 10 sekund. Podczas trasy "The Long Road Tour" utwór sporadycznie pojawiał się na koncertach, a obecnie nie jest grany na żywo.

## Teledysk
Teledysk do utworu wyreżyserował Ulf Buddensieck, jego premiera nastąpiła w roku 1999. Clip przedstawia zespół wykonujący utwór, oraz kilka scen z udziałem nielegalnej sprzedaży marihuany. Zespół chciał w teledysku ukazać problem jakim jest nielegalna sprzedaż narkotyków w Kanadzie. 

## Lista utworów na singlu
| Nr. |  | Tytuł           | Tekst        | Muzyka     | Długość |
| --- |  | --------------- | ------------ | ---------- | ------- |
| 1.  |  | "Worthy to Say" | Chad Kroeger | Nickelback | 4:06    |
|     |  |                 |              |            |         |

## Twórcy
Nickelback
- Chad Kroeger - śpiew, gitara rytmiczna, produkcja
- Ryan Peake - gitara prowadząca, wokal wspierający
- Mike Kroeger - gitara basowa
- Ryan Vikedal - perkusja

Produkcja
- Nagrywany:1998 w "Green House Studios" w Burnaby (Kolumbia Brytyjska)
- Producent muzyczny: Chad Kroeger, Nickelback, Dale Penner
- Miks utworu: Garth Richardson w "Green House Studios" w Burnaby (Kolumbia Brytyjska)
- Mastering: Brett Zilahi w "Metalworks" w Misissauga
- Producent: Ken Grant
- Zdjęcia: Neil Zlozower
- Management: Bryan Coleman
- Okładka: Three Mountain Design, Inc.
- Aranżacja: Chad Kroeger, Ryan Peake, Mike Kroeger, Ryan Vikedal
- Tekst piosenki: Chad Kroeger
- Wytwórnia: Początkowo krążek wydany w Kanadzie niezależnie, Roadrunner Records